# Лобдебург
Лобдебург (нем. Lobdeburg) — руины замка близ Лобеды, района Йены.
Названию Лобдебург соответствуют две различные постройки, а именно: «верхняя» и «средняя» крепость. Обычно имеется в виду последняя.

## Географическое положение
Средняя Лобдебург (на фото) расположена на подъёме Вёльмиссе — возвышенности между Лобедой и Бюргелем. Отсюда просматривается средняя часть долины реки Зале, долина Роды и Лойтры.
От верхной Лобдебург, которая была не форпостом основной крепости, как долго считалось, а самостоятельной крепостью, сохранился лишь остаток стены.
В 1236 г. упоминается «нижняя» крепость (castrum inferiorum), от которой сейчас на горе не осталось никих следов. Поэтому долгое время считалось, что речь идёт о замке в Лобеде, но новейшие исследования поставили это под серьёзное сомнение. Скорее всего, это было просто другое название средней крепости.
Впоследствии Лобдебурги построили вдоль реки Заале и другие крепости: Бургау и Лойхтенбург. Крепость Таутенбург, возможно, также основана родом Лобдебургов: по крайней мере, феод Дорнбург-Таутенбург принадлежал в XIII веке этому дворянскому роду.

## История
Лобдебург впервые упомянута в 1166 году — 21 год после первого письменного упоминания Йены. Она построена Аухаузенами, нёсшими службу у императора, и названа по имени места Лобеда. Основанием к этому послужили достаточно хорошие отношения между императором и служивших у него людей из этого рода. Вскоре после постройки замка семья, управляющая им, стала именоваться «фон Лобдебург». В 1185 г. строительство крепости было завершено.
Примерно в 1220 г. род Лобдебургов поделился на пять линий (Leuchtenburg, Arnshaugk, Elsterberg, Saalburg, Burgau). Главная линия уже до 1227 г. стала именоваться «фон Лойхтенбург», сменив по непонятной причине резиденцию с богато построенной крепости Лобдебург, которая была оставлена специальным служащим, на крепость в Лойхтенбург в Кале.
В процессе расширения владений Лобдебурги занимались развитием города Йены. На вторую половину 12 века приходятся первые точные археологические находки на территории старого города. Согласно новейшим исследованиям Йена впервые упоминается в 1145 г. и получила городское право между 1125 и 1240 гг. В последней четверти 12 века в Йене существовал, очевидно, рынок, господами и охранниками которого были Лобдебурги. До наших дней сохранилось 5 монет-брактеатов, отчеканенных примерно в 1175—1200 гг., на которых написано «Hartmannus de Lobdeburc». Поскольку в их владениях Йена тогда была самым большим населённым пунктом, то можно предположить, что монеты выпускались для находящегося в ней рынка.
Династия Лобдебургов процветала в 12-13 веке, когда ею было основано много крепостей и многим деревням даровано городское право: Йене (между 1225 и 1240), Штадтроде (1251), Лобеде (до 1284), Шлайцу (до 1285), Нойштадту (до 1287), Кале (до 1299) и Пёснеку (до 1289). В 14 веке все линии Лобдебургов обеднели и утратили своё былое большое политическое значение. Их владения постепенно переходили в руки рода Веттинов (Wettin), которые имели титул тюрингских ландграфов и маркграфов майсеновских. Так, в 1340 г. и крепость Лобдебург перешла под их контроль. Последней из династии Лобдебургов вымерла в 1448 г. линия Лобдебург-Бургау, резиденции которой находились в Бургау и Лобеде — раньше самостоятельных селениях, теперь районах г. Йены.
В 1450 г. герцог Вильгельм Саксонский разрушил крепость Лобдебург в ходе саксонской междоусобной войны (1446—1451). Камни образовавшихся руин были использованы для постройки моста через Заале в Бургау (построен в 1491—1544 гг.).
C 1912 г. существует объединение Lobdeburg-Gemeinde 1912 e.V. Оно, совместно с ведомством памятников культуры Йены, занимается содержанием и реставрацией крепости, а также окружающей территории. Внутри объединения работает группа «Ruine Lobdeburg» (руины Лобдебург). С момента объединения проводятся работы по защите памятников романской культуры: в их рамках замок обзавёлся стальным корсетом. Кроме нескольких незначительных исследований, йенский городской археолог Маттиас Рупп работает над собранием исторической архитектурной документации «среднего» Лобдебурга.